# Ina Higgins

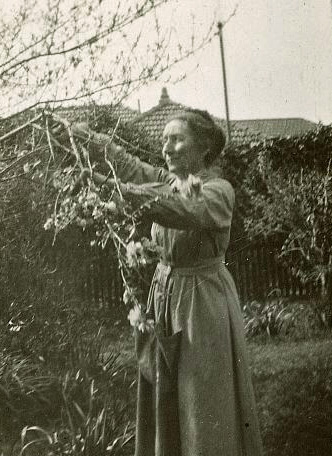
Ina Higgins im Garten von "Killenna", 1919

Frances Georgina Watts Higgins (September 1860 im County Cork, Irland; † 26. Oktober 1948 in Malvern, Victoria), bekannt als Ina Higgins, war eine australische Gärtnerin, Landschaftsarchitektin und Feministin. Sie war die erste Landschaftsarchitektin in Victoria.

## Leben
Ina Higgins war die Tochter von John und Anne (geb. Bournes) Higgins. Sie kam am 12. Februar 1870 mit ihrer Mutter und vier Geschwistern aus Irland auf dem Schiff Eurynome in Melbourne an. Sowohl Ina als auch ihre jüngere Schwester Anna besuchten das Presbyterian Ladies' College und die University of Melbourne. Ein Bruder, Henry Bournes Higgins, war Richter am High Court of Australia.
Im Jahr 1897 nahm Charles Bogue Luffman, der Direktor des Burnley Horticultural College in Melbourne, erstmals Frauen als Studentinnen in seiner Institution auf, ein Ereignis, das einen tiefgreifenden Einfluss auf die spätere Entwicklung der Landschaftsarchitektur hatte. Ina Higgins schrieb sich 1899 in Burnley ein und etablierte sich später als Victorias erste professionelle Landschaftsgärtnerin (bis in die 1960er Jahre gab es in Australien keine Landschaftsarchitekten), während sie gleichzeitig eine prominente Rolle als politische Aktivistin innehatte.
Im Jahr 1891 wurde eine von etwa 30.000 Frauen unterzeichnete Petition an das Parlament von Victoria übergeben, um die damalige Regierung zu drängen, Frauen das Wahlrecht zu gewähren. Obwohl dieses Recht erst 1908 erlangt wurde, ist die Petition ein Hinweis auf die Stärke der Frauenwahlrechtsbewegung in Victoria. Higgins unterzeichnete die Petition und war ab 1894 ehrenamtliche Sekretärin des United Council for Woman Suffrage und saß ab 1900 in dessen Exekutivausschuss.
Während des Ersten Weltkriegs war Higgins, nun in ihren Fünfzigern, in ihrem Beruf als Landschaftsgärtnerin und auch in der Politik aktiv. Im Jahr 1914 wurde sie von der New South Wales Commission of Irrigation eingeladen, um bei den Bepflanzungsplänen für die beiden neuen Modellstädte im Murrumbidgee-Distrikt mitzuarbeiten. Als 1915 eine genossenschaftliche Frauenfarm, The Women's Rural Industries Co. Ltd., in Mordialloc gegründet wurde, war Higgins daran beteiligt. Sie war auch Mitglied der Women's Political Association.
Ab 1890 und bis zu ihrem Tod lebte Higgins im Haus der Familie, "Killenna", in Malvern, Melbourne. Sie heiratete nie.